# Nibywłośnia
Nibywłośnia (łac. paracapillitium) – rodzaj włośni u niektórych grzybów. Od włośni prawdziwej odróżnia się tym, że nie pochodzi z gleby, lecz z endoperydium. Nibywłośnia występuje u niektórych gatunków z rodziny purchawkowatych (Lycoperdaceae). Występowanie nibywłośni (lub jej brak) ma znaczenie przy mikroskopowym oznaczaniu gatunków grzybów należących do tej rodziny. U niektórych gatunków nibywłośni brak, u niektórych występuje w dużo większej ilości, niż włośnia.
Nibywłośnia zbudowana jest ze strzępek cienkościennych, hialinowych (tzn. bezbarwnych, przeźroczystych) i septowanych, podczas gdy włośnię prawdziwą budują strzępki grubościenne, nieseptowane i wybarwione na brązowo.